# Reumatism

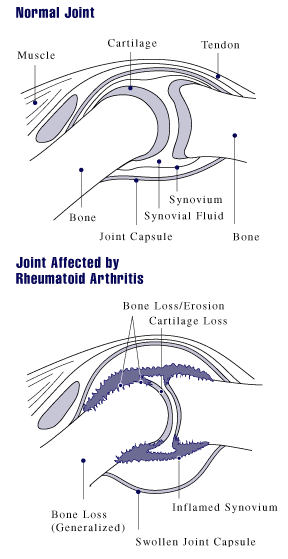
Jämförelse mellan en normal handled och en som lider av reumatoid artrit.

Reumatism (av grekiskan rheuma; flöde; under antiken trodde man att det handlade om ett skadligt "flöde" i kroppen) är ett tillstånd i lederna och bindväven som är förknippat med smärta och funktionsnedsättning. Med tiden har forskningen delat upp reumatism i cirka 200 olika sjukdomar. I början av 1900-talet visade sig reumatisk feber bero på bakterier (Hemolytiska streptokocker) , medan anledningen till övrig reumatism var okänd. Senare visade det sig att de flesta fall av reumatism hade autoimmun orsak, det vill säga att kroppens immunförsvar av någon anledning förstör kroppens egen vävnad. Det har också skett en utvidgning av begreppet så att reumatiska sjukdomar även betecknar autoimmuna sjukdomar som drabbar andra organ än leder och bindväv. 
Det finns idag över 1 miljon människor med reumatism i Sverige men många dör utan diagnos.

## Reumatiska sjukdomar i rörelseapparaten
- Reumatoid artrit
- Psoariasisartrit
- Ankyloserande spondylit (Bechterews sjukdom)
- Mixed connective tissue disease (blandad bindvävssjukdom)
- Juvenil idiopatisk artrit (barnreumatism)
- Gikt
- Pyrofosfatsynovit
- Reaktiv artrit
- Polymyosit
- Dermatomyosit

## Reumatiska sjukdomar utanför rörelseapparaten
- Sjögrens syndrom
- Sklerodermi
- SLE

## Behandling
Förr var det vanligaste sättet att behandla reumatism att sjuka skickades på traditionella kurorter för att behandlas genom varma källor etc. Under 1960- och 70-talet började man behandling med läkemedel och rehabilitering med sjukgymnastik och arbetsterapi samt olika sociala insatser.

### Inflammationshämmande och smärtstillande läkemedel
Det vanligaste tillvägagångssättet för att behandla reumatiska sjukdomar är genom icke-steroida antiinflammatoriska läkemedel (NSAID). Dessa används för att minska smärta, svullnad och stelhet.

### Antireumatiska medel
Sjukdomsmodifierande antireumatiska läkemedel (DMARD) är en läkemedelsgrupp som används under pågående ledinflammation och lindrar symptomen genom att minska inflammationen. Under behandling med LARM-läkemedel är det ofta viktigt att patienten har nära kontakt med läkare för att doserna ska kunna justeras. Det är även viktigt att regelbundna blodprover lämnas under långtidsbehandlingar för att läkaren ska kunna studera om medicinen verkar eller ger skadliga bieffekter, ofta skador på lever eller njure.

### Kortison
Kortison i tablettform kan vid svår inflammation behöva användas under en kortare tid, dock finns risker med detta då dessa kan ge svåra biverkningar vid längre behandling, bland annat kan det leda till benskörhet, högt blodtryck, viktökning samt psykiska biverkningar. Man kan även lokalbehandla en svårt inflammerad led genom att spruta in kortison direkt i den inflammerade leden och därmed ge snabb lindring utan några direkta bieffekter.

### Biologiska läkemedel
Det finns idag flera olika biologiska läkemedel för reumatism som verkar på olika sätt.

#### Anti-TNF
Anti-TNF-läkemedel verkar genom att binda upp eller hämma TNF som finns i cirkulation. Vid reumatism och särskilt reumatisk artrit är TNF kraftigt överrepresenterat och dessa läkemedel verkar genom att minska detta men stoppar inte produktionen helt. 
Skillnaden hos dessa läkemedel är att doseringen är annorlunda, Enbrel ges en gång i veckan medan Simponi ges en gång i månaden och Humira ges varannan vecka, men även kan ges en gång i veckan.

#### Anakinra
Anakinra (Kineret) verkar genom att blockera IL-1 och därmed kan lindra patienter som lider av hög feber och svår inflamation i inre organ. Genom behandling med Kineret hos barn med dessa symptom kunde en del patienter så gott som botas helt. 

#### Rituximab
Rituximab (Mabthera) verkar genom att läkemedlet slår på B-lymfocyterna och där med kan dämpa symptomen hos en autoimmun sjukdom. Mabthera ges ofta i två infusioner tätt på varandra och hos vissa patienter har en behandling tagit bort besvären i upp till 1 år. 

#### Abatacept
Man är osäker på hur abatacept (Orencia) verkar men vad man vet är att den på något sätt hämmar T-lymfocyterna och där med kan hjälp vid behandling av reumatiska och artrit-sjukdomar. Meningen är att molekylen abatacept ska hindra att T-lymfocyterna får en aktiveringssignal från andra blodkroppar. Orencia kan även förhindra att T-lymfocyterna får en stimuleringssignal från andra vita blodkroppar såsom makrofager och B-celler. Man trodde att den interaktionen skulle leda till att T-cellerna blev lite hämmade. Behandlingen tillför nytta för patienterna, men man vet inte om det är verkningsmekanismen att hämningen går via T-cellerna, eller om det är den direkta interaktionen mellan makrofager och B-celler som ger nyttan.